# Xam'd: Lost Memories
Xam'd: Lost Memories (亡念のザムド Bōnen no Zamudo?, lit. Xam'd del recuerdo perdido, conocido como Bounen no Zamned o Bōnen no Xamdō  en Japón) es una serie de anime, conceptuada por BONES y codesarrollada por Sony Computer Entertainment, Aniplex y BONES. Hizo su debut inaugural en el servicio de descarga de vídeos de PlayStation Network (PSN), durante el E3'08, saliendo en Estados Unidos el 16 de julio de 2008 y en Japón el 24 de septiembre de 2008.

## Argumento
La Isla de Sentan se encuentra en paz, fuera de la guerra entre el gobierno del Norte y el continente del Sur. Akiyuki Takehara vive en la isla de Sentan junto a su madre Fusa, que está separada de su padre Ryuzo, el médico del pueblo. Pero un día esta tranquilidad se rompe, cuando Akiyuki junto con dos amigos de la infancia, Haru y Furuichi, se ven envuelto en una explosión del autobús escolar. La misteriosa luz de la explosión entra dentro del brazo de Akiyuki, transformándolo en una criatura conocida como Xam'd. Perdiendo la razón, Akiyuki comienza a destrozar la ciudad. La única manera de pararle es gracias a una misteriosa joven llamada Nakiami que le da a elegir: "Ir con ella y vivir, o dejarlo allí y acabar convirtiéndose en piedra". Eligiendo la opción de vivir, Akiyuki embarca en un viaje que le llevará a nuevas tierras y para entender su relación entre él y el mundo de los Xam'd.

## Personajes
Xam'd: lost memories presenta un elenco variado de personajes

### Principales
Akiyuki Takehara (竹原 アキユキ Takehara Akiyuki?)
 Seiyū: Atsushi Abe
Akiyuki es un joven feliz de la isla de Sentan que se preocupa mucho por la gente que le rodea. Hijo de Fusa y Ryuzo. Aunque ellos tenga una tensa relación, él no ha perdido con ninguno de ellos su relación. Es amigo de la infancia de Haru y Furuichi, con los que se ven envuelto en una explosión del autobús escolar por la acción de una terrorista religiosa del Ruikonismo. Por esta explosión, a Akiyuki le es implantado en el brazo un Hiruko y se transforma en un Xam'd. Junto a esto, el ejército del gobierno del Norte libera sobre la isla unidades Hitogatas, para destruir la ciudad. Akiyuki, fuera de si, lucha contra los Hitogatas. Únicamente para una persona, una misteriosa joven llamada Nakiami que le da a elegir: Vivir e ir con ella, quedarse allí y transformarse en piedra. Akiyuki elige vivir y se marcha con ella a la nave Zanbani, la cual le enseña a vivir como un Xam'd.
Haru Nishimura (西村 ハル Nishimura Haru?)
 Seiyū: Fumiko Orikasa
Haru es una habitante de la isla de Sentan, amiga de la infancia de Furuichi y Akiyuki, y por este último sienta algo más que amistad. Su padre es Jinichirou y su hermana pequeña es Midori. Se ve envuelta en la explosión del autobús y ve como Akiyuki se transforma en un Xam'd. Además, es capaz de escuchar la voz de Akiyuki dentro de él. Tras la ida de Akiyuki con Nakiami, se alista en el ejército de la lejana autonomía del Este, para tener oportunidad de encontrarse con él. Tras varios encuentros, al final se marcha del ejército para ir al lado de Akiyuki.
Nakiami (ナキアミ?)
 Seiyū: Yūko Sanpei
Nakiami, también conocida como Tenjo o "la amazona de las nubes", es una joven seria y egoísta de la aldea de Tessik. Nacida como una Tamayobi, su destino era ser purificada por Sannova. Pero durante una recolecta de almas de Hiruko, no pudo al ver a una niña aferrándose a su madre. Huyó, con la niña llamada Kobako (コバコ?) y fue recogida por la nave postal Zanbani. Fue criada por Ishuu. Desde pequeña, ha ido recogiendo a Xam'd para guiarlos y siente dolor por las muertes de los Hitogatas. Arriesga su vida para intentar salvar a estos seres. Al final decide volver a su aldea natal y obtener la purificación por parte de Sannova. Tiene como transporte particular una moto aérea conocidas como Beat Kayak.

### Isla de Sentan
Furuichi Teraoka (寺岡 フルイチ Teraoka Furuichi?)
 Seiyū: Shinnosuke Tachibana
Furuichi es un habitante de la isla de Sentan y amigo de la infancia de Haru y Akiyuki. Vive con su madre, que tiene una tienda. Furuichi siempre se ha sentido inferior a Akiyuki, sobre todo por el amor que le tiene a Haru. Tras la explosión del autobús, decide unirse a la unidad Mainsoul del ejército de la lejana autonomía del Este, para poder proteger la isla. Más tarde, se descubre que tiene un Hiruko en la pierna resultado de la explosión. Transformándose en Xam'd, ya no se siente inferior a Akiyuki, combatiendo contra él por el amor de Haru. Es derrotado y capturado por el ejército, aunque escapa y finalmente se arranca la cabeza para no ser experimento de los militares.
Midori Nishimura (西村 ミドリ Nishimura Midori?)
 Seiyū: Ayumi Fujimura
Midori es la hermana menor de Haru. Está coja porque sufrió un atropello, pero no fue a más ya que su madre la salvó, dando ella su vida. Siempre se ha culpado por lo que pasó. El ejército de la lejana autonomía del Este la recluta para transformarla en el arma anti-Hitogata, pero es salvada por Akiyuki, Haru y Nakiami.
Fusa Takehara (竹原 フサ Takehara Fusa?)
 Seiyū: Risa Hayamizu
Fusa es la madre de Akiyuki. Una mujer trabajadora, que lleva una tensa relación con su marido, Ryuuzou. A ella le importaba que fuera parte de su vida y que no lo hiciera todo él sin consultar a nadie.
Ryuuzou Takehara (竹原 リュウゾウ Takehara Ryūzō?)
 Seiyū: Unshō Ishizuka
Ryuuzou es el padre de Akiyuki y médico del pueblo. Es un hombre que se sumerge en el trabajo y le cuesta expresarse con otras personas. Trabajó como médico del Norte en la batalla de Barador, donde salvó la vida de Kakisu. También comenta que trabajó en el proyecto Hitogata. Tras la explosión, mantiene con vida a la terrorista, una Jibashiri para que su hijo le pueda perdonar. Por esta persona le habla otro jibashiri capturado en la autonomía del lejano Este, diciéndole que debe rescatar a Midori. Pero cuando van, ya se habían adelantado y se habían marchado con ella. Al final se queda tuerto tras su enfrentamiento con el comandante Kakisu.

### Nave postal Zanbani
La Zanbani es una falsa nave postal que trabaja para el servicio postal, entregando cartas.
Ishuu Benikawa (紅皮 伊舟 Benikawa Ishū?)
 Seiyū: Yumi Tamai
Ishuu es la capitana de la nave Zanbani. Una mujer bella y arrogante, que no quiere expresar sus sentimientos. También es la que cuidó de Nakiami, a la cual quiere mucho. Cuando la Zanbani se estrella, decide volver a la batalla en la Torre Diamante, junto con Raigyo, para derrocar al Emperador Hiruken. En el pasado, esté mató al hombre que quería, Rado. Sufre graves daños al intentar destruir al Emperador.
Raigyo Tsunomata (角股 雷魚 Tsunomata Raigyo?)
 Seiyū: Keiji Fujiwara
Raigyo es un fotógrafo que regresa a la Zanbani tras dos año recorriendo el mundo. Una persona que sabe hacerse querer por la gente. Es un Xam'd, que al igual que a Akiyuki, Nakiami recogió. Cuando la Zanbani se estrella, vuelve a la batalla en la Torre Diamante, junto con Ishuu. Muestra amor por ella. Muere al ser aplastado por un techo, el cual estaba aguantando para salvar la vida de Ishuu. Su Xam'd posee el poder de crear cuchillas de aguas y sus manos tienen la capacidad de defenderse de cualquier ataque.
Akushiba (アクシバ?)
 Seiyū: Katsuyuki Konishi
Akushiba es un vago, alegre y charlatán de la tripulación de la Zanbani. Tiene revistas de mujeres, fotos de Nakiami en su cuarto y las gafas de la fantasía. Entre las cosas que cuenta, que posee una extraordinaria velocidad. En el fondo, siente algo por Nakiami.
Yunbo (ユンボ?)
 Seiyū: Hōko Kuwashima
Yunbo es la amable cocinera de la nave. Amiga íntima de Ishuu, madre de Hinokimaru (ヒノキ丸?) y actúa como madre de Kobako. Siempre está discutiendo con Ishuu por las decisiones.
Ahm (アーム Āmu?)
 Seiyū: Kenji Hamada
Ahm es el piloto de la Zanbani. Moreno de piel y de constitución robusta, es un hombre que le gusta apostar con Akushiba por cualquier tema. Es también un buen tirador. Aprecia a Yunbo y se lo hace saber a Hinokimaru prometiéndole que sería su futuro padre.
Kisel (キセル爺 Kiseru Jii?)
 Seiyū: Rokuro Naya
Kisel es el viejo mecánico de la Zanbani. Siempre se encuentra en la sala de ingeniería. Le gusta el alcohol fuerte y hacer poemas.
Tenshin-Sama (天心様?)
 Seiyū: Junko Hori
Tenshi-sama es una vieja monje que se encuentra en una sala dentro de la Zanbani. Es quien guía a los Xam'd a encontrar su camino. Siempre pregunta lo siguiente: "Que quiere el Hiruko?".

### Lejana autonomía del Este
Tras la explosión, el continente Sur decide poner la sección de la lejana autonomía del Este en la isla de Sentan para protegerla y hacer experimentos.
Toujirou Kakisu (垣巣凍二郎 Kakisu Tōjirō?)
 Seiyū: Yasunori Matsumoto
Kakisu es el comandante que el continente Sur coloca en la isla de Sentan. Es originario de la isla y su vida fue salvada por el doctor Ryuuzou durante la batalla de Barador. Es un hombre de carácter temple y decisivo, que huye de su pasado. Su madre es una mujer mayor que va en silla de rueda y se encuentra en la villa Amau, un lugar para persona demente. Al final, recibe un tiro en la cabeza por el doctor Ryuuzou, pero él lo mantiene en vida con un profundo coma.
Prois Sukakki (ブロイ・スカッキ Sukkakki Prois?)
 Seiyū: Michiko Neya
Sukkakki es la bella ayudante del comandante Kakisu. Astuta, siempre consigue lo que quiere. Aunque ama al Kakisu, no puede porque es un superior.
Kanba (汗馬礼蔵?)
 Seiyū: Motomu Kiyokawa
El doctor Kanba es el científico que supervisa el experimento del arma anti-Hitogata. Es un hombre que va en silla de rueda y que es originario de la aldea de Tessik. Cuando traen a un jibashari para ser el sujeto, se arrepiente de todo lo hecho y confiesa que no está inválido. Para protegerlo, decide utilizar a Midori como sujeto. Al final muere atravesado por el cable de conexión de un ASP.

### Aldeanos de Tessik
La aldeanos de Tessik se reconocen porque llevan pinturas por la cara y son seguidores de la religión Ruikonismo. Esta aldea, situada en el continente Norte, fue atacada por este gobierno en el pasado y desterrados de ella. Ahora, esta gente es repudiada por la demás gente.
Sannova (サンノオバ?)
 Seiyū: Miyoko Asō
Sannova es la líder espiritual del Ruikonismo. Ella es quien purifica a los elegidos (llamados Tamayobi) y los convierte en jibashiri. Pero realmente su misión era engendrar al sucesor al imperio. Pero esta última, tuvo un hijo muerto y por ello, el gobierno del Norte desterró a los aldeanos de Tessik. A este niño le insertaron un Hiruko a la fuerza y así obtener un emperador inmortal. Sabiendo lo que había hecho, empezó a desperdigar Hiruko, gracias a los jibashiri, para detener al Emperador Hiruken.
Kujireika (クジレイカ?)
 Seiyū: Romi Paku
Kujireika es la hermana menor de Nakiami. Siempre se ha sentido a la sombra de ella, y cuando huyó empezó a odiarla porque pensaba que no la quería. Sin su hermana, tuvo que ponerse ella al frente de la aldea y liderarlos. Entre sus planes tenía terminar con la Gran Peregrinación, obteniendo por sí misma el poder de un Xam'd. Para ello, se insertó las piedras del espíritu de las Tamayobi como Hirukos y comía una especie de fruto. Decidió hacer esto, para ser más fuerte. Al final es rápidamente derrotada por el Emperador Hiruken y gracias a Akiyuki, descubre que su hermana la seguía queriendo.
Yango (ヤンゴ?)
Seiyū: Yuutaro Motoshiro (Niño), Miyu Irino (Adulto)
Yango es un niño huérfano que se topa con Nakiami en su regreso a Tessik. En el pueblo donde lo encuentra es conocido por los alborotos que hace. Perdió a sus padres en un bombardeo del ejército del Sur. También tiene un Hiruko implantado en el brazo. Al conocer a Nakiami, jura protegerla porque la quiere y hacerla sonreír.

### Gobierno del Norte
El gobierno del Norte es un imperio gobernado por el Emperador Hiruken.
Emperador Hiruken (ヒルケン皇帝 Hiruken Okami?)
 Seiyū: Tōru Furuya
El emperador Hiruken es un gran Xam'd oscuro. En realidad es el hijo muerto de Sannova, que para reavivarlo eternamente, le insertaron a la fuerza un Hiruko artificial. Lucha contra Akiyuki para detener la Gran Peregrinación, y para terminar la pelea, Akiyuki le cede su nombre, perdiendo su identidad.

## Contenido de la obra

### ONA
| Director             | Masayuki Miyaji                                                      |
| Dirección animación  | Masashi Okumura                                                      |
| Dirección artística  | Takashi Aoi                                                          |
| Diseño de personajes | Ayumi Kurashima                                                      |
| Diseño de máquinas   | Kimitoshi Yamane Kenji Mizuhata (Hitogata) Seiichi Hashimoto (Xam'd) |
| Diseño de colores    | Hiroko Umezaki                                                       |
| Música               | Michiru Ōshima                                                       |
| Editor               | Kumiko Sakamoto                                                      |

Xam'd: Lost Memories fue conceptuada por BONES y codesarrollada por Sony Computer Entertainment, Aniplex y BONES. Su estreno fue durante el E3 de 2008, y su distribución era mediante el servicio de descarga de vídeos de PlayStation Network. En Estados Unidos se inició el 16 de julio del 2008 y en Japón el 24 de septiembre de 2008. El último capítulo salió el 3 de febrero de 2009.
Para abril del 2009 se  inició a emitir la serie por televisión en Japón, por las cadenas CBC, MBS y Tokyo MX TV. Para la versión televisiva, se modificaron el opening y ending de la serie.

#### Banda sonora
- Openings

1. "Shut up and Explode" de BOOM BOOM SATELLITES.
2. "BACK ON MY FEET" de BOOM BOOM SATELLITES (Versión televisiva).

- Endings

1. "Vacancy" de Kylee.
2. "Just Breathe" de Kylee (Primero versión televisiva).
3. "Over U" de Kylee (Segundo versión televisiva).

### Manga
La adaptación al manga de la serie, corre a cargo de Masahiro Kawanabe, y está siendo serializada por Ace Assault y Shōnen Ace desde 9 de diciembre de 2008. Más tarde, comenzó a lanzarse vía PSN en Japón.